# Округ Инјо (Калифорнија)
Инјо (енгл. Inyo County) је округ у америчкој савезној држави Калифорнија.

## Демографија
По попису из 2010. године број становника је 18.546, што је 601 (3,3%) становника више него 2000. године.
| Група             | 2000.          | 2010.          |
| Белци             | 13.352 (74,4%) | 12.296 (66,3%) |
| Афроамериканци    | 29 (0,2%)      | 109 (0,6%)     |
| Азијати           | 163 (0,9%)     | 243 (1,3%)     |
| Хиспаноамериканци | 2.257 (12,6%)  | 3.597 (19,4%)  |
| Укупно            | 17.945         | 18.546         |